# Aposites macilentus
Aposites macilentus är en skalbaggsart som beskrevs av Francis Polkinghorne Pascoe 1865. Aposites macilentus ingår i släktet Aposites och familjen långhorningar. Inga underarter finns listade i Catalogue of Life.